# أنا ماي دياز
آنا ماي دياز دي إندارا (ولدت في 16 مايو 1967)  كانت السيدة الأولى لبنما من 1990 – 1994.
هي بنمية من أصل صيني ، التقت دياز بالرئيس المستقبلي غييرمو إندارا في سبتمبر 1989 ، بينما كان مضربًا عن الطعام احتجاجًا على الحكم العسكري الاستبدادي لمانويل نورييغا .  كانت دياز طالبة قانون في ذلك الوقت.  توفيت مارسيلا إندارا ، زوجة غييرمو الأولى لمدة 28 عامًا ، في يونيو / حزيران بسبب نوبة قلبية بينما وقتها كان إندارا في المستشفى بسبب التعرض للاعتداء على يد قوات نورييغا.  أفاد المراقبون الدوليون أن إندارا كان القائد بشكل واضح في الانتخابات الرئاسية في مايو ،  وأثناء الغزو الأمريكي لبنما في ديسمبر ، أدى اليمين كرئيس. 
بدأت الصحف البنمية في نشر صور دياز وإندارا معًا في يناير 1990 ، وقال إندارا للصحافة إن الزوجين «يخرجان للعامة». 

## سيدة بنما الأولى
تزوج الزوجان في 11 يونيو 1990 ، في غضون 9 أشهر من لقائهما لأول مرة ، في حفل زفاف حضره سفراء دول مختلفة.  وبحسب ما ورد كان إندارا سعيدًا جدًا بالزواج لدرجة أنه كان يغادر اجتماعات مجلس الوزراء من أجل «احتضان سريع». ويرجع جزئيًا إلى الاختلاف بين الزوجين في الأعمار والأوزان — كان إندارا في منتصف الخمسينيات من عمره ، وكان جدًا بالفعل ، ومعروفًا بوزنه ؛ كانت آنا ماي دياز تبلغ من العمر 23 عامًا — حظي الزواج بتغطية واسعة وسخرية في الصحافة البنمية ، بما في ذلك لقب جديد لإندارا ، وهو ال جوردو فيليز . 

## حياتها في وقت لاحق
ترشح إندارا للرئاسة مرة أخرى في عام 2004 وفي عام 2009 ، حيث احتل المركز الثاني والثالث على التوالي.   في 28 سبتمبر 2009 ، توفي عن عمر يناهز 73 عامًا في منزله في مدينة بنما ، بسبب نوبة قلبية . 